# Луиза Мария Тереза Французская
Луиза Мария Тереза д’Артуа (фр. Louise Marie Thérèse d’Artois; 21 сентября 1819, Париж — 1 февраля 1864, Венеция) — французская принцесса, герцогиня Пармская в 1848—1854 годах, регент Пармы и Пьянченцы в 1854—1859 годах. Дочь Шарля Фердинанда, герцога Беррийского и Марии Каролины Бурбон-Сицилийской.

## Ранняя жизнь
Родилась 21 сентября 1819 года в Елисейском дворце в Париже. Когда принцессе было пять месяцев, её отец герцог Беррийский был убит бонапартистом Лувелем. По отцу Луиза была внучкой будущего короля Франции Карла X и Марии Терезы Савойской, по матери, сицилийской принцессы Марии Каролины — короля Обеих Сицилий Франциска I и Марии Клементины Австрийской.
После того, как её дед король Карл X отрекся от престола, она вместе с остальной семьей отправилась в изгнание. Поселилась в Австрии. Как внучка французского короля имела титул «fille de France» (дочь Франции). Её младший брат, родившийся после смерти отца, граф де Шамбор был де-юре королём Франции со 2 по 9 августа 1830 года, а после считался легитимистским претендентом на французский престол вплоть до своей смерти в 1883 году.

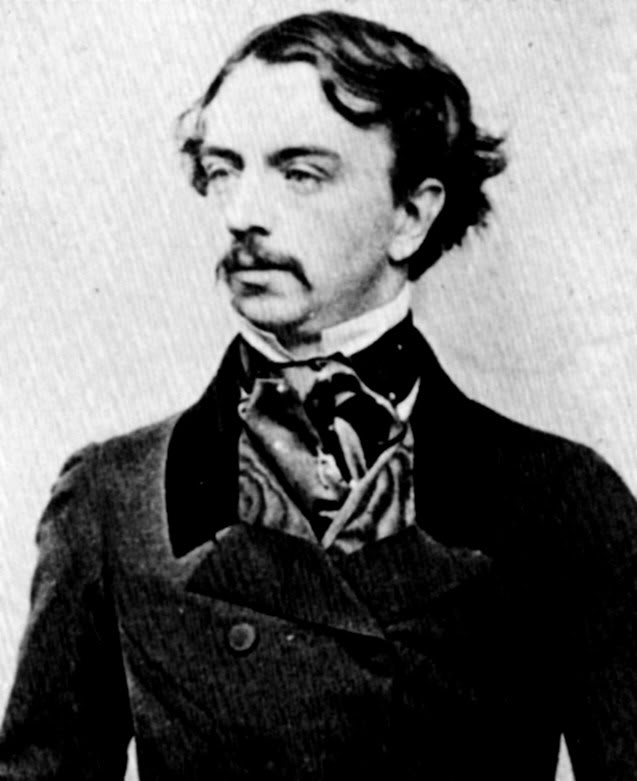
Карл III, герцог Пармский.

10 ноября 1845 года в замке Фросдорф в Австрии Луиза вышла замуж за Карла, наследного принца Лукка. 17 декабря 1847 года императрица Мария Луиза, герцогиня Пармская умерла, не оставив законных наследников. Герцогство Лукка было присоединено к Великому герцогству Тосканскому, а Карл II, свекор Луизы, стал правящим герцогом Пармским. Супруги стали наследными принцами Пармскими.
Правил герцог в течение нескольких месяцев. В марте 1848 года вспыхнула революция, поддержавшая сардинского короля Карла Альберта. Луиза вместе с мужем бежали из Пармы, но Карла взяли в плен в Кремоне. Оставался в плену несколько месяцев в Милане, пока британское правительство не начало переговоры по его освобождению. После краткого пребывания на острове Мальта, он отправился в Неаполь, затем в Ливорно, где он воссоединился с супругой, которая недавно родила их второго ребенка — Роберта. После этого семейство искало убежище в Англии и Шотландии.
В августе 1848 года австрийская армия вошла в Парму, Карл II был восстановлен на престоле. Семья Луизы осталась жить в Великобритании из-за не прекращавшихся боевых действий между австрийской армией и армией Пьемонта.

## Герцогиня Пармская
24 марта 1849 года герцог Карл II отрекся от престола в пользу сына. Карл, находившийся все это время в Великобритании, стал герцогом Пармским и Пьянченцы, приняв имя Карла III. 18 мая того же года он вернулся в Парму, но управлять своими владениями начал лишь с 25 августа. В 1854 году он был убит. Луиза стала регентом герцогства при малолетнем сыне Роберте I. Подобно другим правителям итальянских государств, Луиза была втянута во франко-австрийскую войну 1859 года. Герцогиня Луиза вместе с детьми проживала в Венеции под австрийской защитой.
В марте 1860 года Пьемонт захватил территорию Пармского герцогства. Остаток своей жизни Луиза прожила за границей. Её сын стал титулярным герцогом Пармским и Пьяченцы. Умерла Луиза 1 февраля 1864 года в Венеции. Похоронена в склепе своего деда Карл X во францисканском монастыре Костаньевица в Австро-Венгрии (ныне территория Словении). Рядом с ней там покоятся её брат Генрих, тётя Мария Тереза Французская и дядя герцог Ангулемский. 

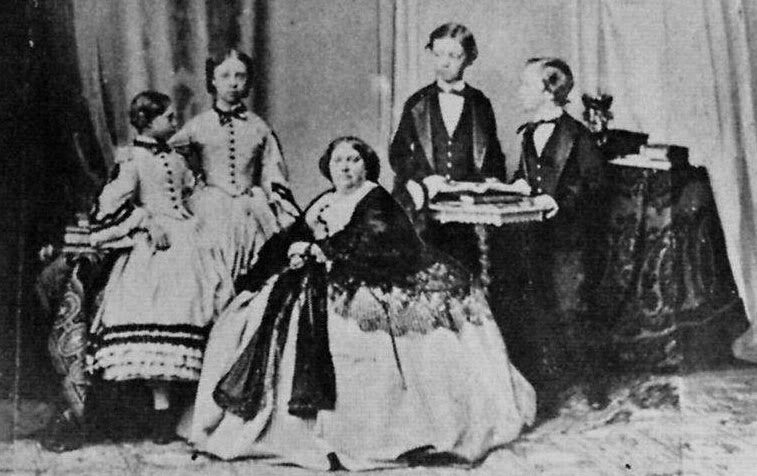
Луиза Мария Тереза вместе с детьми.

От брака с Карлом III, герцогом пармским, родилось четверо детей:
- Маргарита (1847—1893) — супруга Карлоса, герцога Мадридского, претендента на испанский престол, имела пятеро детей;
- Роберт I (1849—1907) — герцог Пармский в 1854—1859 годах, был женат первым браком на Марии Пии Бурбон-Сицилийской, имел двенадцать детей, вторым — на Марии Антонии Португальской, имел двенадцать детей;
- Алиса (1849—1935) — герцогиня Тосканская, вышла замуж за Фердинанда IV, имела десять детей;
- Генрих (1851—1905) — граф Барди, был женат первым браком на Марии Луизе Бурбон-Сицилийской, вторым — на Альдегунде Португальской, детей не имел.

## Титулы
- 21 сентября 1819 — 10 ноября 1845 Её Королевское Высочество принцесса Французская, Дочь Франции
- 10 ноября 1845 — 17 декабря 1847 Её Королевское Высочество наследная принцесса Лукка
- 17 декабря 1847 — 19 апреля 1848 Её Королевское Высочество наследная принцесса Пармская
- 19 апреля 1848 — 27 марта 1854 Её Королевское Высочество герцогиня Пармская
- 27 марта 1854 — 3 декабря 1859 Её Королевское Высочество регент Пармы и Пьянченцы, вдовствующая герцогиня
- 3 декабря 1859 — 1 февраля 1864 Её Королевское Высочество вдовствующая герцогиня Пармская